# Демченко, Василий Григорьевич
Васи́лий Григо́рьевич Де́мченко (18 [30] марта 1831, Деньги, Полтавская губерния — 26 апреля 1914, Киев) — русский юрист, заслуженный профессор и декан юридического факультета Императорского университета св. Владимира, тайный советник.

## Биография
Из дворян. Родился в 1831 году в Золотношском уезде. Владел домом с усадьбой.
По окончании курса в Золотоношском уездном училище в 1844 г. и в Нежинской гимназии в 1851 г., с золотою медалью, поступил в том же году в киевский Императорский университет св. Владимира на юридический факультет в число своекоштных, а через год — казённокоштных студентов; в 1854 г. награждён Советом университета золотою медалью за сочинение, представленное для соискания награды, а в 1855 г. окончил курс юридического факультета со степенью кандидата и с правом поступления на службу в высшие учреждения.
В 1856 году определен на службу младшим помощником секретаря в Межевой департамент Правительствующего Сената; в 1857 г., вследствие принятых Министерством народного просвещения мер для приготовления молодых людей к профессорскому званию и для замещения вакантных кафедр, перемещен сверхштатным учителем в Киевскую 2-ю гимназию с прикомандированием к университету св. Владимира для преподавания по кафедре уголовных законов; в 1858 г. поручено ему преподавание части предметов кафедры гражданских и межевых законов. В 1859 г., по выдержании испытания и по защите диссертации, удостоен степени магистра гражданского права и командирован за границу с ученою целью на два года, которые провел в Гейдельберге, Мюнхене, Берлине и Париже, посещая главным образом курсы профессоров Вангерова по пандектному праву, Рено по общему немецкому гражданскому процессу, Блюнчли по немецкому гражданскому праву, Прантля и Тренделенбурга по философии права, Гнейста по общему немецкому гражданскому процессу в связи с процессом прусским и французским, Безелера по немецкому гражданскому праву, Дюверже по французскому гражданскому праву, Кольме-Даажа по французскому гражданскому процессу и другие. В 1861 г. вернулся в Киевский университет и назначен адъюнктом по кафедре гражданских и межевых законов; в 1862 г. назначен исправляющим должность экстраординарного профессора по той же кафедре; в 1877 г., по защите диссертации, удостоен степени доктора гражданского права и утверждён в звании ординарного профессора по занимаемой им кафедре. С 1863 по 1864 и с 1866 по 1879 г. был судьею университетского суда, с 1870 по 1879 г. — секретарем юридического факультета, затем состоял в должности декана факультета. Дослужился до чина тайного советника (1908).
Написал «Универсальное и партикулярное наследование как необходимое следствие одинакового и неодинакового наследственного усвоения имуществ» (доклад Первому съезду русских юристов, напечат. в его «Трудах») и «Существо наследства и призвание к наследованию по русскому праву» (докторская диссерт., Киев, 1877). Эти работы дают несколько оригинальных и продуманных взглядов на основания наследственного права, отношение между универсальной и сингулярной сукцессией в истории и современном праве и историческое развитие порядка призыва к наследству отдельных классов наследников.
Сын Григорий (1869—1958) — историк права, профессор уголовного права.

## Награды
- Орден Святого Станислава 2-й ст. (1868)
- Орден Святой Анны 2-й ст. (1876)
- Орден Святого Владимира 4-й ст. (1882)
- Орден Святого Владимира 3-й ст. (1888)
- Орден Святого Станислава 1-й ст. (1890)
- знак отличия беспорочной службы за XL лет
- медаль «В память царствования императора Александра III»
- медаль «В память 300-летия царствования дома Романовых»

## Труды
- Историческое исследование о показаниях свидетелей, как доказательстве по судебным делам, по русскому праву до Петра Великого. — Киев, 1859.
- Универсальное и партикулярное наследование, как усвоения имуществ // Юридический вестник. 1875, 6-8.
- Существо наследования и призвание к наследованию по русскому праву. — Киев, 1877.
- Записки по гражданскому праву. Наследственное право. — Киев, 1893.
- Русское гражданское право: Право вещное. — Киев, 1894.